# Hegyháti Csillagvizsgáló
A Hegyháti Csillagvizsgáló a Vas vármegyei Hegyhátsálon fekszik. Fenntartója a Hegyháti Csillagvizsgáló Alapítvány. Az obszervatórium fő megfigyelő eszköze egy számítógép-vezérelt, 50 centiméteres főtükörrel rendelkező Ritchey–Chrétien-teleszkóp.

## Fekvése és megközelítése
A Vas vármegyei Hegyhátsálon fekszik, 200 méterre a 76-os főúttól.
Az obszervatórium többféleképpen megközelíthető:
- Gyalogosan
- Autóval
- Távolsági busszal: a csillagvizsgáló Hegyhátsál buszmegállóitól gyalogosan 7, illetve 8 percre van.

## Története
A csillagvizsgáló létrejötte szorosan kapcsolódik a 2002-ben létrehozott Hegyháti Csillagvizsgáló Alapítványhoz. Az  obszervatórium fő távcsövét, egy számítógéppel vezérelt, 50 centiméteres főtükörrel rendelkező Ritchey–Chrétien-teleszkópot 2005-ben avatták fel. Ekkor még egy letolható tetejű épület adott otthont a műszernek. Ez volt az első épület, mely a Hegyháti Csillagvizsgáló névre hallgatott. 2012-ben felépült a tornyos, megfigyelőkupolás Hegyháti Csillagvizsgáló.

## Tudományos és ismeretterjesztő tevékenysége
A csillagvizsgálóból főként üstökösök, nagy sajátmozgású csillagok és kettőscsillagok tudományos megfigyelése folyik. A csillagvizsgáló rendszeresen tart csillagászati bemutatókat és ismeretterjesztő előadásokat. A csillagvizsgáló teleszkópjait tudományos CCD-kamerákkal, tükörreflexes fényképezőgépekkel és speciális, csillagászati rendeltetésű webkamerákkal is fel lehet szerelni.